# Suntory
Suntory Beverage & Food Limited (サントリーホールディングス株式会社 Santorī Hōrudingusu Kabushiki-Gaisha?) este o companie japoneză de fabricare a berii și de distilare. Înființată în 1899, este una dintre cele mai vechi companii de distribuție a băuturilor alcoolice din Japonia și produce whisky japonez. Afacerile sale s-au extins și în alte domenii, iar compania produce acum și băuturi răcoritoare și sandvișuri. Odată cu achiziția din 2014 a companiei Beam, Inc., aceasta s-a diversificat la nivel internațional și a devenit unul dintre cei mai mari producători de băuturi distilate din lume. Suntory are sediul central în Osaka.